# Revue historique (France)
Pour l’article homonyme, voir Revue historique.
 (juin 2016).
La Revue historique est une revue d'histoire française créée en 1876 par le protestant Gabriel Monod et le catholique Gustave Fagniez, et dirigée par Jean-François Sirinelli et Olivier Mattéoni

## Fondation
En proposant à son ami Gustave Fagniez de se joindre à lui, Gabriel Monod « voulait fondre en une féconde collaboration l'esprit chartiste et l'esprit normalien ». Cette nouvelle revue s'inscrit en réaction contre la Revue des questions historiques créée dix ans plus tôt et qui traduisait la pensée d'une droite ultramontaine et légitimiste.
La Revue historique ne se réclame d'aucune religion, d'aucun parti, d'aucune doctrine. La plupart des collaborateurs viennent du milieu protestant ou libre penseur. Gustave Fagniez finit par en démissionner en 1882 pour protester des attaques de la Revue contre l'Église catholique. Charles Bémont qui y participe dès 1876 en devient alors le codirecteur jusqu'en 1939.
Parmi les collaborateurs de cette fin du XIXe siècle, il faut citer Charles Bayet, Arthur Giry, Camille Jullian, Gustave Bloch, Ernest Lavisse, Paul Guiraud et Ernest Havet.
La Revue est à l'origine de l'École méthodique à laquelle sont associés les noms de Charles-Victor Langlois et Charles Seignobos.

## Aujourd'hui
Le Revue historique est éditée à Paris par les Presses universitaires de France. En 1998, Claude Gauvard et Jean-François Sirinelli succèdent en tant que directeurs de la revue à René Rémond et Jean Favier. Olivier Mattéoni succède à Claude Gauvard en 2024.
René Rémond en a été directeur honoraire jusqu'à sa mort en 2007, tout comme Jean Favier qui lui succéda comme directeur honoraire jusqu'à sa mort en 2014.
Sébastien Charléty et Pierre Renouvin ont été directeurs avant guerre. Renouvin dirige seul après guerre. En 1967, il codirige avec Georges Duby et Maurice Crouzet qui a été rédacteur en chef depuis 1929.